# 青春不留白
《青春不留白》，是英國-愛爾蘭男子團體1世代的一首歌曲，收錄於他們的第2張錄音室專輯《青春滿屋》。歌曲由沙凡·科提查、拉米·雅各布和卡爾·福克创作，其制作则由前2者参与。2012年9月28日。歌曲作为专辑的首张单曲发行。这首歌曲是一首快节奏的泡泡糖流行歌曲，包含摇滚低音、聲樂和聲、拍掌声、突出电吉他即興段和重复合成器声等元素。歌曲的副歌和桥段有着无歌词的伴奏，其开场的吉他即兴段与衝擊合唱團1982年单曲《Should I Stay or Should I Go》相似。
歌曲发行后获得了乐评的好评，乐评称赞其无所不在和欢快的特质。但歌曲获得的唯一的差评表示歌曲歌词含有性暗示成分。《青春不留白》取得了商业成功，在15个国家进入了前10名。其中在新西兰和爱尔兰更取得了冠军。在美国，《青春不留白》空降《告示牌》百强单曲榜第3名，是英国艺人取得的第2高的空降，仅次于艾爾頓·約翰空降冠军的单曲《Candle in the Wind 1997》。
歌曲在网上提前非官方泄露之后，其音樂錄影帶提前4天于2012年9月20日发行。录像带由沃恩·阿内尔导演，在录像带中，团体成员参加了一个野营狂欢。录像带获得了评论的好评，评论称赞其轻松欢乐的感觉。录像带发行后以24小时824万观看人次打破了贾斯汀·比伯《男朋友》的Vevo记录（24小時800萬觀看人次）。而後，這項紀錄被小賈斯汀的歌曲《美女與節奏》的1060萬觀看人次超越。1世代多次現場表演了本歌曲，包括各種電視節目以及他們的2場巡演：青春滿屋巡迴演唱會和青春在哪裡巡迴演唱會。歌曲是美國百事可樂電視廣告歌曲，並在《歡樂合唱團》感恩節特輯中表演。

## 发行形式与曲目列表
- 数字下载 – EP[3]

1. "Live While We're Young" – 3:18
2. "Live While We're Young" (Dave Audé remix) – 5:40
3. "Live While We're Young" (The Jump Smokers remix) – 4:25
4. "I Want" (Live) – 3:06
5. "Moments" (Live) (Pre-order only) – 4:44

- 英国与美国CD单曲[4]

1. "Live While We're Young" – 3:18
2. "I Want" (Live) – 3:06

## 榜单成绩与销售认证
| 榜单（2012年-2013年）                | 最高 排位 |
| ------------------------------------ | --------- |
| 澳大利亚（澳大利亚唱片业协会單曲榜） | 2         |
| 奥地利（Ö3四十强单曲榜）             | 8         |
| 比利时佛兰德（Ultratop五十强单曲榜） | 7         |
| 比利时瓦隆（Ultratop五十强单曲榜）   | 19        |
| 加拿大（Canadian Hot 100）           | 2         |
| 捷克（電台百強單曲榜）               | 9         |
| 丹麥（Hitlisten单曲榜）              | 4         |
| 法国（法國唱片出版業公會單曲榜）     | 20        |
| 德国（德國官方單曲榜）               | 22        |
| 匈牙利（四十强电台榜）               | 2         |
| 愛爾蘭（愛爾蘭唱片音樂協會单曲榜）   | 1         |
| 意大利（意大利音乐产业联盟单曲榜）   | 10        |
| 日本（Japan Hot 100）                | 5         |
| 墨西哥（《告示牌》英语电台榜）       | 5         |
| 荷兰（百强单曲榜）                   | 3         |
| 新西兰（新西兰唱片音乐协会单曲榜）   | 1         |
| 挪威（世道單曲榜）                   | 11        |
| 蘇格蘭（官方榜单公司單曲榜）         | 2         |
| 斯洛伐克（電台百強單曲榜）           | 35        |
| 西班牙（西班牙音樂製作協會）         | 4         |
| 瑞典（瑞典最熱榜）                   | 23        |
| 瑞士（瑞士热门音乐榜）               | 7         |
| 英國（官方榜单公司單曲榜）           | 3         |
| 美国（《告示牌》百大單曲榜）         | 3         |
| 美國（《告示牌》Pop Airplay）        | 16        |
| 美國（《告示牌》Dance Club Songs）   | 6         |

| 榜单（2012年）                       | 排位 |
| ------------------------------------ | ---- |
| 澳大利亞（澳大利亞唱片業協會單曲榜） | 77   |
| 匈牙利（四十強電台榜）               | 63   |
| 英國（官方榜單公司單曲榜）           | 96   |

| 榜单（2013年）             | 排位 |
| -------------------------- | ---- |
| 日本（日本熱門100金曲榜）  | 33   |
| 英國（官方榜單公司單曲榜） | 200  |

## 銷售認證
| 地區                                  | 认证    | 认证单位/销量 |
| ------------------------------------- | ------- | ------------- |
| 澳大利亚（澳大利亚唱片业协会）        | 2× 白金 | 140,000^      |
| 加拿大（加拿大音乐协会）              | 白金    | 80,000^       |
| 丹麦（國際唱片業協會丹麥分會）        | 金      | 15,000^       |
| 意大利（意大利音乐产业联盟）          | 金      | 15,000*       |
| 日本（日本唱片協會）                  | 2× 白金 | 500,000^      |
| 新西兰（新西兰唱片音乐协会）          | 白金    | 15,000*       |
| 墨西哥（墨西哥音像製品協會）          |         | 60,000*       |
| 英国（英国唱片业协会）                | 金      | 367,000       |
| 美国（美國唱片業協會）                | 白金    | 1,248,000     |
| *僅含認證的實際銷量 ^僅含認證的出貨量 |         |               |

## 發行歷史
| 國家     | 日期          | 形式     | 廠牌         |
| -------- | ------------- | -------- | ------------ |
| 澳大利亞 | 2012年9月28日 | 數位下載 | 索尼音樂娛樂 |
| 奧地利   | 2012年9月28日 | 數位下載 | 索尼音樂娛樂 |
| 比利時   | 2012年9月28日 | 數位下載 | 索尼音樂娛樂 |
| 芬蘭     | 2012年9月28日 | 數位下載 | 索尼音樂娛樂 |
| 德國     | 2012年9月28日 | 數位下載 | 索尼音樂娛樂 |
| 愛爾蘭   | 2012年9月28日 | 數位下載 | 索尼音樂娛樂 |
| 義大利   | 2012年9月28日 | 數位下載 | 索尼音樂娛樂 |
| 盧森堡   | 2012年9月28日 | 數位下載 | 索尼音樂娛樂 |
| 紐西蘭   | 2012年9月28日 | 數位下載 | 索尼音樂娛樂 |
| 荷蘭     | 2012年9月28日 | 數位下載 | 索尼音樂娛樂 |
| 挪威     | 2012年9月28日 | 數位下載 | 索尼音樂娛樂 |
| 瑞典     | 2012年9月28日 | 數位下載 | 索尼音樂娛樂 |
| 瑞士     | 2012年9月28日 | 數位下載 | 索尼音樂娛樂 |
| 墨西哥   | 2012年9月30日 | 數位下載 | 索尼音樂娛樂 |
| 英國     | 2012年9月30日 | 數位下載 | 索尼音樂娛樂 |
| 美國     | 2012年10月1日 | 數位下載 | 索尼音樂娛樂 |
| 加拿大   | 2012年10月1日 | 數位下載 | 索尼音樂娛樂 |
| 英國     | 2012年10月1日 | CD單曲   | 索尼音樂娛樂 |
| 西班牙   | 2012年10月2日 | 數位下載 | 索尼音樂娛樂 |

## 外部連結
- 官方音樂錄影帶 （页面存档备份，存于）